# Aki Parviainen
Aki Parviainen (Finlandia, 26 de octubre de 1974) es un atleta finlandés, especialista en la prueba de lanzamiento de jabalina, en la que llegó a ser campeón mundial en 1999.

## Carrera deportiva
En el Mundial de Sevilla 1999 ganó la medalla de oro en lanzamiento de jabalina, quedando por delante del griego Kostas Gatsioudis y del checo Jan Železný.
Y dos años más tarde, en el Mundial de Edmonton 2001 ganó la medalla de plata en la misma prueba, con un lanzamiento de 91.31 metros, tras el checo Jan Železný (oro con 92.80 metros que fue el récord de los campeonatos) y por delante del griego Kostas Gatsioudis, bronce con un lanzamiento de 89.95 metros.